# Sympagus favorabilis
Sympagus favorabilis là một loài bọ cánh cứng trong họ Cerambycidae.